# Prince of Wales's Stakes
Groupe 1
Les Prince of Wales's Stakes est une course hippique de groupe I qui se court au mois de juin sur l'hippodrome d'Ascot en Angleterre, durant le meeting royal.
Disputée sur une distance d'environ 2 000 mètres (1 mile et 2 furlongs), elle oppose des chevaux d'âge (4 ans et plus). Elle a été instituée en 1862, la distance étant alors de 2 600 mètres, et les 3 ans pouvaient y participer. Elle a acquis le statut de Groupe 1 en 2000, en même temps qu'elle a été fermée aux 3 ans.
Son allocation s'élève à £ 1 000 000.

## Palmarès depuis 1987
| Année                       | Vainqueur         | S/A | Pays        | Père               | Jockey             | Entraîneur          | Propriétaire              | Deuxième         | Troisième         | Temps   |
| --------------------------- | ----------------- | --- | ----------- | ------------------ | ------------------ | ------------------- | ------------------------- | ---------------- | ----------------- | ------- |
| 2025                        | Ombudsman         | M.4 | Royaume-Uni | Night of Thunder   | William Buick      | John & Thady Gosden | Écurie Godolphin          | Anmaat           | See The Fire      | 2'02"51 |
| 2024                        | Auguste Rodin     | M.4 | Irlande     | Deep Impact        | Ryan Moore         | Aidan O'Brien       | Coolmore                  | Zarakem          | Horizon Doré      | 2'03"12 |
| 2023                        | Mostahdaf         | M.5 | Royaume-Uni | Frankel            | Jim Crowley        | John & Thady Gosden | Shadwell Estate Co. Ltd   | Luxembourg       | Adayar            | 2'05"95 |
| 2022                        | State of Rest     | M.4 | Irlande     | Starspangledbanner | Shane Cross        | Joseph O'Brien      | State of Rest Partnership | Bay Bridge       | Grand Glory       | 2'07"79 |
| 2021                        | Love              | F.4 | Irlande     | Galileo            | Ryan Moore         | Aidan O'Brien       | Smith, Magnier & Tabor    | Audarya          | Armory            | 2'06"86 |
| 2020                        | Lord North        | H.4 | Royaume-Uni | Dubawi             | James Doyle        | John Gosden         | Cheikh Z. bin Mohammed    | Addeybb          | Barney Roy        | 2'05"63 |
| 2019                        | Crystal Ocean     | M.5 | Royaume-Uni | Sea The Stars      | Lanfranco Dettori  | Michael Stoute      | Evelyn de Rothschild      | Magical          | Waldgeist         | 2'10"25 |
| 2018                        | Poet's Word       | M.5 | Royaume-Uni | Poet's Voice       | James Doyle        | Michael Stoute      | Saeed Suhail              | Cracksman        | Hawkbill          | 2'03"51 |
| 2017                        | Highland Reel     | M.5 | Irlande     | Galileo            | Ryan Moore         | Aidan O'Brien       | Smith, Magnier & Tabor    | Decorated Knight | Ulysses           | 2'05"04 |
| 2016                        | My Dream Boat     | M.4 | Royaume-Uni | Lord Shanakill     | Adam Kirby         | Clive Cox           | Paul & Clare Rooney       | Found            | Western Hymn      | 2'11"38 |
| 2015                        | Free Eagle        | M.4 | Irlande     | High Chaparral     | Patrick-J. Smullen | Dermot Weld         | Moyglare Stud Farm        | The Grey Gatsby  | Western Hymn      | 2'05"07 |
| 2014                        | The Fugue         | F.5 | Royaume-Uni | Dansili            | William Buick      | John Gosden         | Lord A. Lloyd-Webber      | Magician         | Trêve             | 2'01"90 |
| 2013                        | Al Kazeem         | M.5 | Royaume-Uni | Dubawi             | James Doyle        | Roger Charlton      | Daniel-John Deer          | Mukhadram        | The Fugue         | 2'03"06 |
| 2012                        | So You Think      | M.6 | Australie   | High Chaparral     | Joseph O'Brien     | Aidan O'Brien       | Coolmore & Yahaya         | Carlton House    | Farhh             | 2'03"86 |
| 2011                        | Rewilding         | M.4 | France      | Tiger Hill         | Lanfranco Dettori  | M. Al Zarooni       | Godolphin                 | So You Think     | Sri Putra         | 2'04"24 |
| 2010                        | Byword            | M.4 | France      | Peintre Célèbre    | Maxime Guyon       | André Fabre         | Khalid Abdullah           | Twice Over       | Tazeez            | 2'05"35 |
| 2009                        | Vision d'État     | M.4 | France      | Chichicastenango   | Olivier Peslier    | Éric Libaud         | Jacques Detré             | Tartan Bearer    | Never On Sunday   | 2'06"90 |
| 2008                        | Duke of Marmalade | M.4 | Irlande     | Danehill           | Johnny Murtagh     | Aidan O'Brien       | Coolmore                  | Phoenix Tower    | Pipedreamer       | 2'05"35 |
| 2007                        | Manduro           | M.5 | Allemagne   | Monsun             | Stéphane Pasquier  | André Fabre         | Baron von Ullmann         | Dylan Thomas     | Notnowcato        | 2'05"91 |
| 2006                        | Ouija Board       | F.5 | Royaume-Uni | Cape Cross         | Olivier Peslier    | Ed Dunlop           | Earl of Derby             | Electrocutionist | Manduro           | 2'06"92 |
| 2005                        | Azamour *         | M.4 | Irlande     | Night Shift        | Michael Kinane     | John Oxx            | S.A. Aga Khan             | Ace              | Elvstroem         | 2'08"15 |
| 2004                        | Rakti             | M.5 | Italie      | Polish Precedent   | Philip Robinson    | Michael Jarvis      | Gary Tanaka               | Powerscourt      | Ikhtyar           | 2'04"95 |
| 2003                        | Nayef             | M.5 | Royaume-Uni | Gulch              | Richard Hills      | Marcus Tregoning    | Hamdan Al Maktoum         | Rakti            | Islington         | 2'05"30 |
| 2002                        | Grandera          | M.4 | Royaume-Uni | Grand Lodge        | Frankie Dettori    | Saeed bin Suroor    | Godolphin                 | Indian Creek     | Banks Hill        | 2'04"43 |
| 2001                        | Fantastic Light   | M.5 | Royaume-Uni | Rahy               | Frankie Dettori    | Saeed bin Suroor    | Godolphin                 | Kalanisi         | Hightori          | 2'04"40 |
| 2000                        | Dubai Millennium  | M.4 | Royaume-Uni | Seeking The Gold   | Jerry Bailey       | Saeed bin Suroor    | Godolphin                 | Sumitas          | Beat All          | 2'07"48 |
| Éditions classés Groupes II |                   |     |             |                    |                    |                     |                           |                  |                   |         |
| 1999                        | Lear Spear        | M.4 | Royaume-Uni | Lear Fan           | Michael Kinane     | David Elsworth      | Raymond Tooth             | Fantastic Light  | Xaar              | 2'04"37 |
| 1998                        | Faithful Son      | M.4 | Royaume-Uni | Zilzal             | John A. Reid       | Saeed bin Suroor    | Godolphin                 | Chester House    | Daylami           | 2'08"30 |
| 1997                        | Bosra Sham        | F.4 | Royaume-Uni | Woodman            | Kieren Fallon      | Henry Cecil         | Wafic Saïd                | Alhaarth         | London News       | 2'04"16 |
| 1996                        | First Island      | M.4 | Royaume-Uni | Dominion           | Michael Hills      | Geoff Wragg         | Mollers Racing            | Montjoy          | Tamayaz           | 2'02"76 |
| 1995                        | Muhtarram         | M.6 | Royaume-Uni | Alleged            | Willie Carson      | John Gosden         | Hamdan Al Maktoum         | Eltish           | Needle Gun        | 2'04"94 |
| 1994                        | Muhtarram         | M.5 | Royaume-Uni | Alleged            | Willie Carson      | John Gosden         | Hamdan Al Maktoum         | Ezzoud           | Chatoyant         | 2'05"11 |
| 1993                        | Placerville       | M.3 | Royaume-Uni | Mr. Prospector     | Pat Eddery         | Henry Cecil         | Khalid Abdullah           | Urban Sea        | Emperor Jones     | 2'08"65 |
| 1992                        | Perpendicular **  | M.4 | Royaume-Uni | Shirley Heights    | Willie Ryan        | Henry Cecil         | Baron H. de Walden        | Young Buster     | Kooyonga          | 2'04"13 |
| 1991                        | Stagecraft        | M.4 | Royaume-Uni | Sadler's Wells     | Steve Cauthen      | Michael Stoute      | Cheikh Mohammed           | Zoman            | Terimon           | 2'07"58 |
| 1990                        | Batshoof          | F.4 | Royaume-Uni | Sadler's Wells     | Pat Eddery         | Ben Hanbury         | Muttar Salem              | Relief Pitcher   | Terimon           | 2'06"72 |
| 1989                        | Two Timing        | M.3 | Royaume-Uni | Blushing Groom     | Pat Eddery         | Jeremy Tree         | Khalid Abdullah           | Beau Sher        | Most Welcome      | 2'04"90 |
| 1988                        | Mtoto             | M.5 | Royaume-Uni | Busted             | Richard Hills      | Alec Stewart        | Ahmed Al Maktoum          | Broken Hearted   | Highland Cheftain | 2'12"84 |
| 1987                        | Mtoto             | M.4 | Royaume-Uni | Busted             | Richard Hills      | Alec Stewart        | Ahmed Al Maktoum          | Amerigo Vespucci | Gesedeh           | 2'07"27 |

* En 2005, la course s'est tenue à York en raison des travaux effectués à Ascot.

 ** Kooyonga a été rétrogradée de la première à la troisième place après enquête